# Guldbaggen för bästa kvinnliga skådespelare i en huvudroll
Guldbaggen för bästa kvinnliga skådespelare i en huvudroll har, med ett par smärre förändringar i prisets namn, delats ut sedan den första Guldbaggegalan, 1964.

## Historik
Innan Guldbaggen för bästa kvinnliga biroll instiftades, inför Guldbaggegalan 1996, benämndes denna kategori endast "Bästa skådespelerska". Därefter, och innan Guldbaggegalan 2023, var prisets namn Guldbaggen för bästa kvinnliga huvudroll.
Fram till 1992 hade man inga övriga nominerade (med undantag för 1987), utan endast en vinnare. Sedan galan 2017 har nomineringarna ökats från tre till fyra stycken.

## Vinnare och nominerade

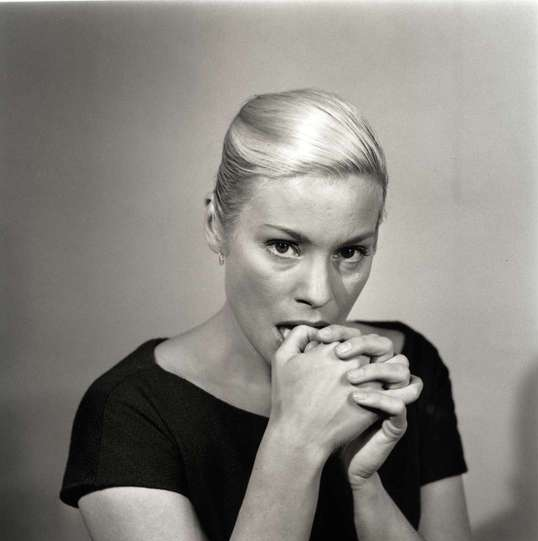
Ingrid Thulin vann den första Guldbaggen i den här kategorin.

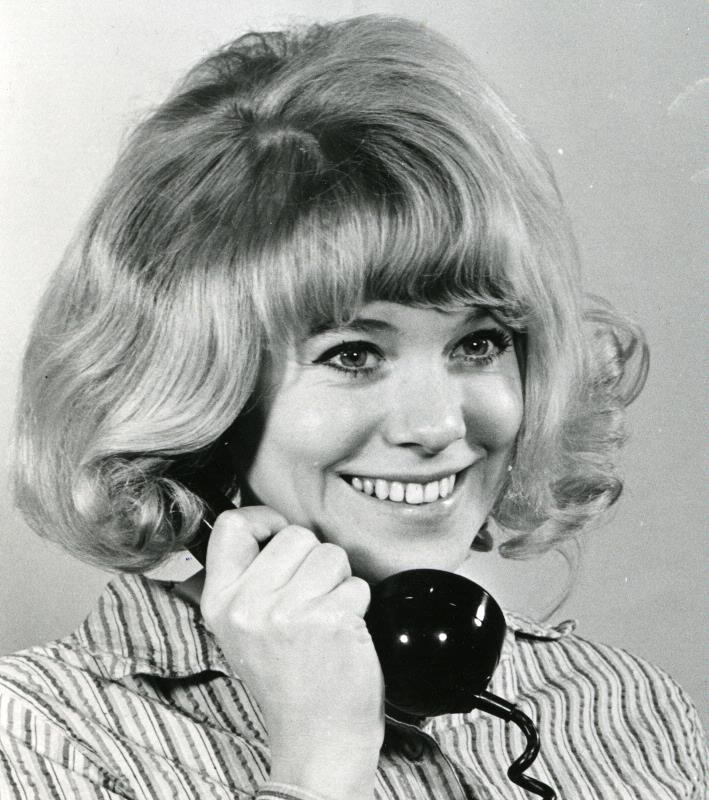
Lis Nilheim vann Guldbaggen för 1975.

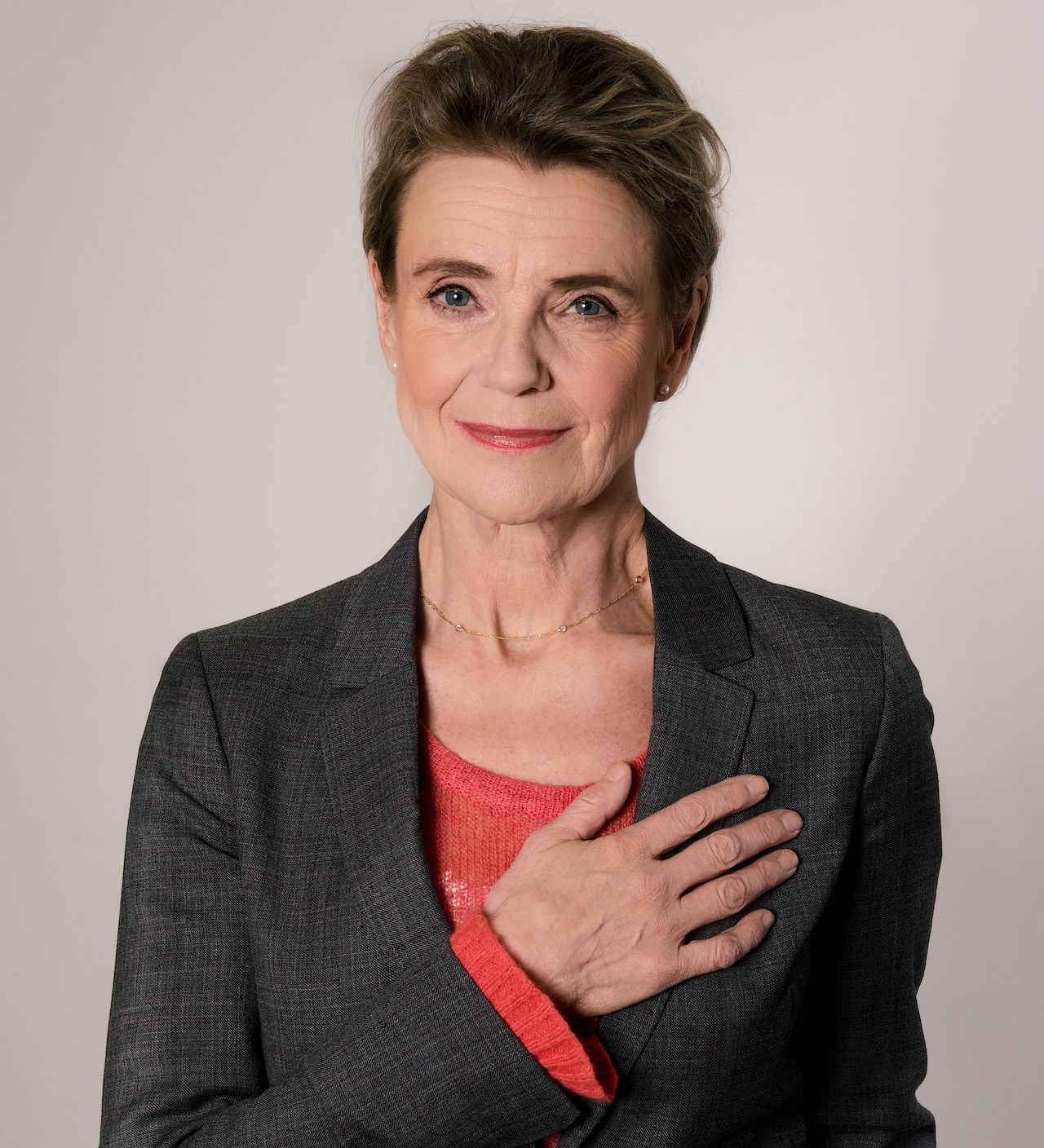
Stina Ekblad vann Guldbaggen för 1986, och har nominerats ytterligare två gånger.

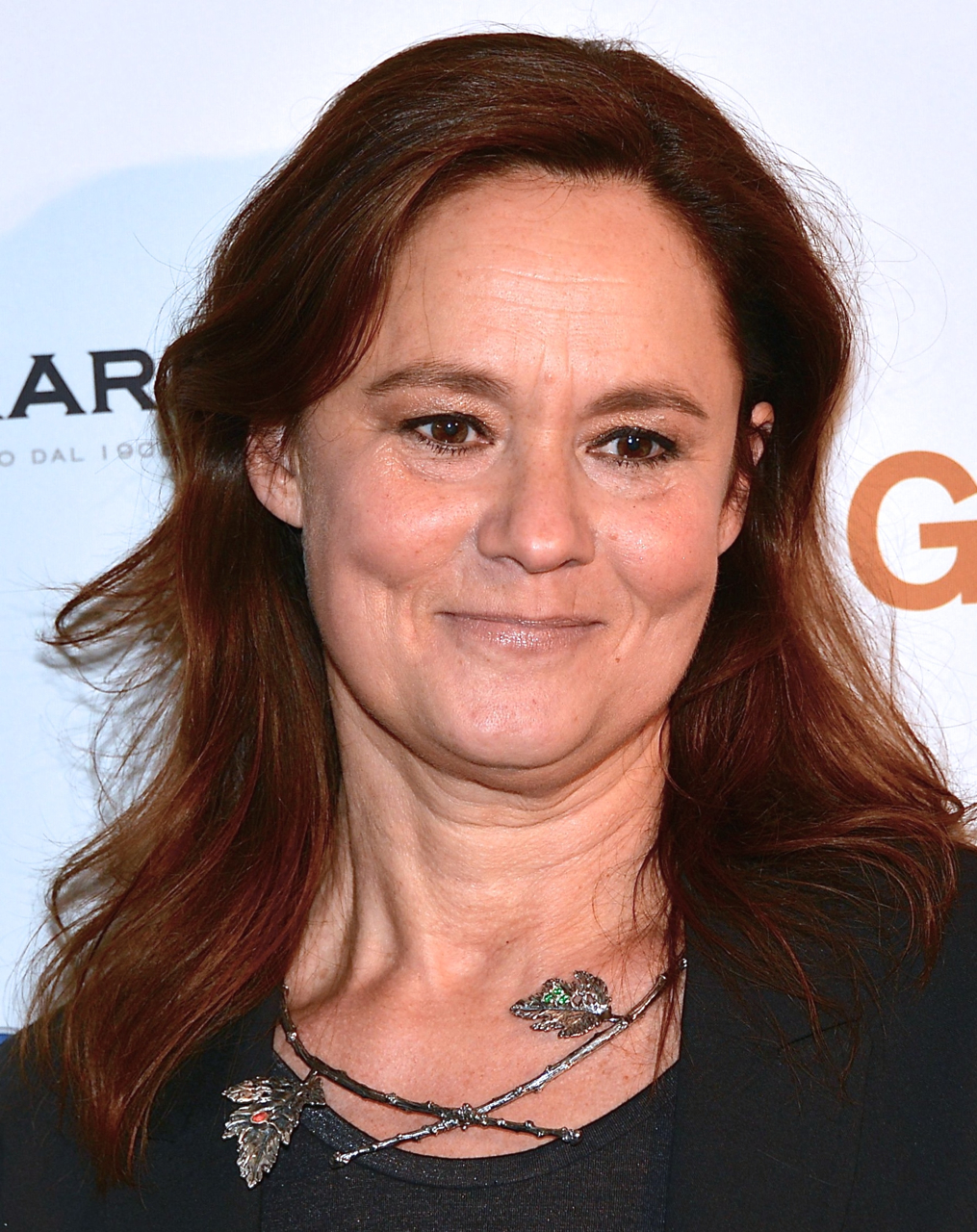
Pernilla August vann Guldbaggen för 1992, och har nominerats ytterligare fyra gånger.

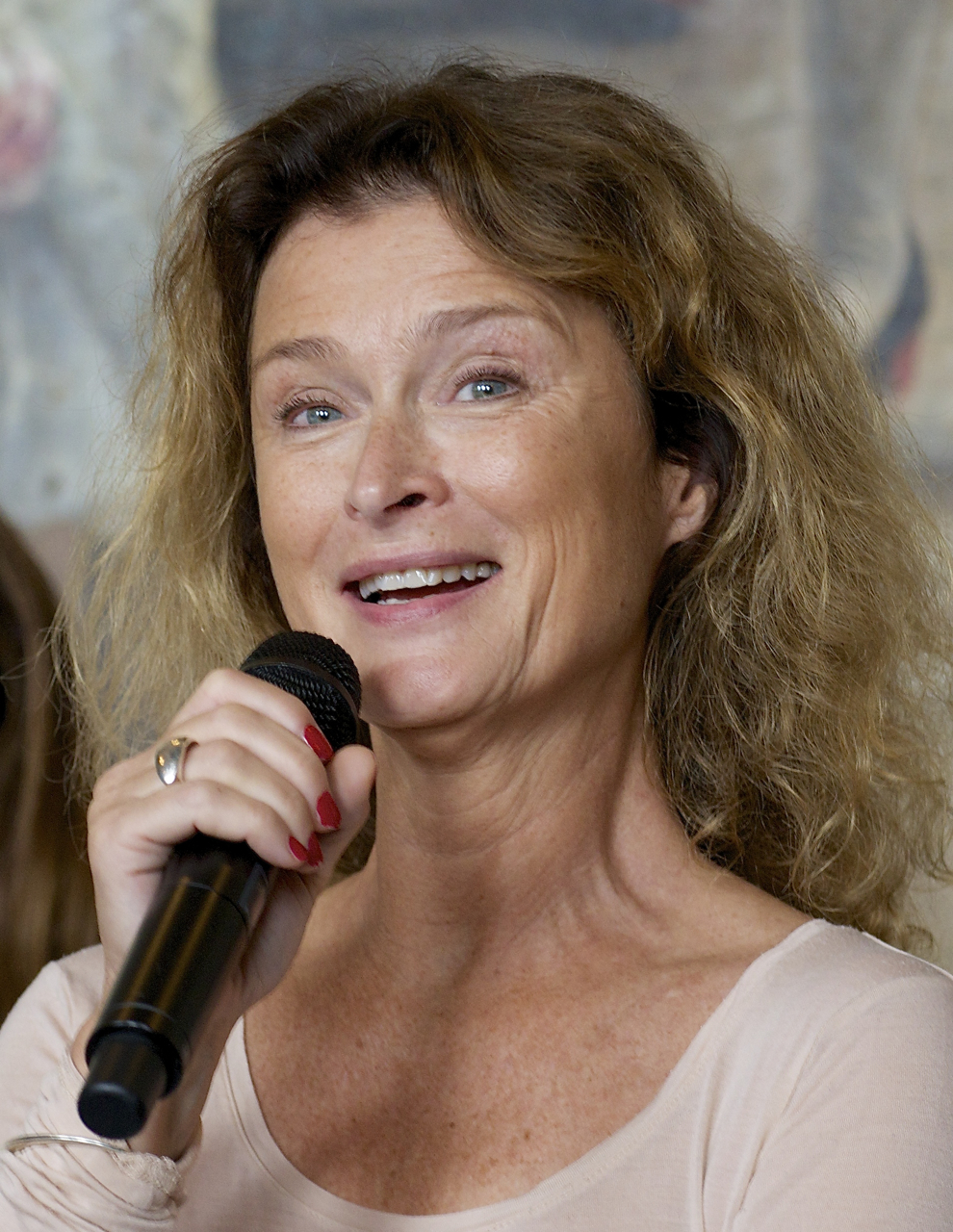
Lena Endre vann Guldbaggen för 2000, och har nominerats ytterligare tre gånger.

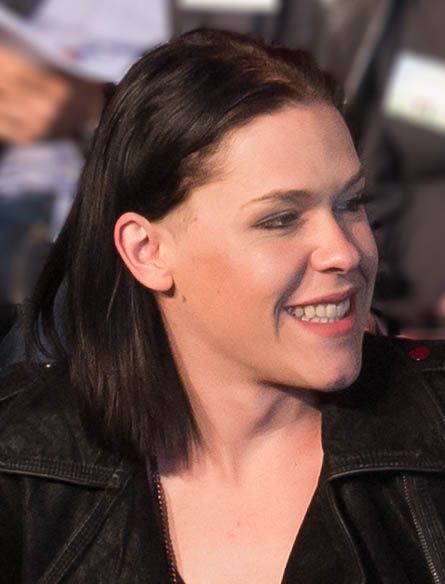
Saga Becker vann Guldbaggen för 2014

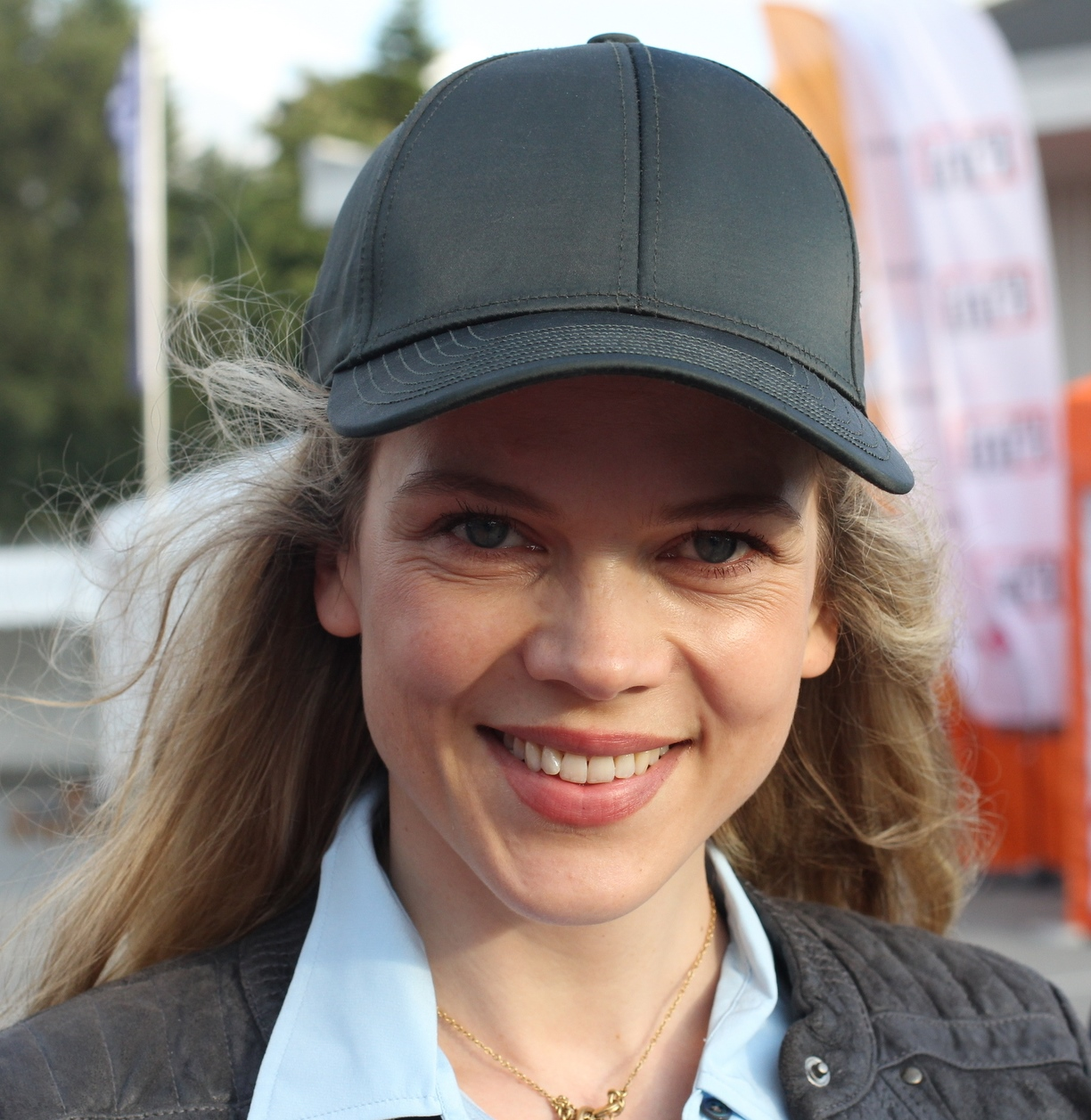
Ane Dahl Torp vann Guldbaggen för 2020

Vinnare presenteras överst i fetstil och gul färg, varpå övriga nominerade för samma år följer efter. Året avser det år som filmerna släpptes, varpå skådespelerskorna tilldelades priset året efter.

### 1960-talet
| År                | Skådespelerska     | Film                             | Roll            |
| ----------------- | ------------------ | -------------------------------- | --------------- |
| 1963 / 1964 (1:a) | Ingrid Thulin      | Tystnaden                        | Ester           |
| 1964 / 1965 (2:e) | Eva Dahlbeck       | Kattorna                         | Marta Alleus    |
| 1965 / 1966 (3:e) | Christina Schollin | Ormen                            | Iréne Sandström |
| 1966 / 1967 (4:e) | Bibi Andersson     | Persona                          | Alma            |
| 1967 / 1968 (5:e) | Lena Nyman         | Jag är nyfiken – en film i gult  | Lena            |
| 1967 / 1968 (5:e) | Lena Nyman         | Jag är nyfiken – en film i blått | Lena            |
| 1968 / 1969 (6:e) | Liv Ullmann        | Skammen                          | Eva Rosenberg   |

### 1970-talet
| År                                 | Skådespelerska    | Film                              | Roll                   |
| ---------------------------------- | ----------------- | --------------------------------- | ---------------------- |
| 1969 / 1970 (7:e)                  | Anita Ekström     | Jänken                            | Inger                  |
| 1970 / 1971 (Ingen officiell gala) |                   |                                   |                        |
| Inget pris gavs ut detta år        |                   |                                   |                        |
| 1971 / 1972 (8:e)                  | Monica Zetterlund | Äppelkriget                       | Anna Lindberg          |
| 1971 / 1972 (8:e)                  | Monica Zetterlund | Nybyggarna                        | Ulrika                 |
| 1972 / 1973 (9:e)                  | Harriet Andersson | Viskningar och rop                | Agnes                  |
| 1973 / 1974 (10:e)                 | Inga Tidblad      | Pistolen                          | Alisia von Swärd       |
| 1974 / 1975 (11:e)                 | Lis Nilheim       | Maria                             | Maria Widén, damfrisör |
| 1975 / 1976 (12:e)                 | Margaretha Krook  | Släpp fångarne loss – det är vår! | Flora                  |
| 1976 / 1977 (13:e)                 | Birgitta Valberg  | Paradistorg                       | Katha Wik              |
| 1977 / 1978 (14:e)                 | Lil Terselius     | Den allvarsamma leken             | Lydia Stille           |
| 1978 / 1979 (15:e)                 | Sif Ruud          | En vandring i solen               | Siv Gustavsson         |

### 1980-talet
| År                 | Skådespelerska              | Film                      | Roll                    |
| 1979 / 1980 (16:e) |                             |                           |                         |
| ------------------ | --------------------------- | ------------------------- | ----------------------- |
| 1979 / 1980 (16:e) | Inget pris gavs ut detta år |                           |                         |
| 1980 / 1981 (17:e) | Gunn Wållgren               | Sally och friheten        | Sallys mor              |
| 1981 / 1982 (18:e) | Sunniva Lindekleiv          | Liten Ida                 | Ida                     |
| 1981 / 1982 (18:e) | Lise Fjeldstad              | Liten Ida                 | Idas mor                |
| 1981 / 1982 (18:e) | Rønnaug Alten               | Liten Ida                 | Mor Revåsen             |
| 1982 / 1983 (19:e) | Malin Ek                    | Mamma                     | Gerd                    |
| 1982 / 1983 (19:e) | Kim Anderzon                | Andra dansen              | Anna                    |
| 1984 (20:e)        | Gunilla Nyroos              | Berget på månens baksida  | Sonja Kovalevskij       |
| 1985 (21:a)        | Malin Ek                    | Falsk som vatten          | Clara                   |
| 1986 (22:a)        | Stina Ekblad                | Amorosa                   | Agnes von Krusenstjerna |
| 1986 (22:a)        | Stina Ekblad                | Ormens väg på hälleberget | Tea                     |
| 1986 (22:a)        | Ewa Fröling                 | Demoner                   | Katarina                |
| 1986 (22:a)        | Gunilla Nyroos              | Moa                       | Moa Martinson           |
| 1987 (23:e)        | Lene Brøndum                | Hip hip hurra!            | Lille                   |
| 1988 (24:e)        | Lena T Hansson              | Livsfarlig film           | Ingrid Stromboli        |
| 1989 (25:e)        | Viveka Seldahl              | S/Y Glädjen               | Maja-Lena               |

### 1990-talet
| År          | Skådespelerska         | Film                                | Roll                |
| ----------- | ---------------------- | ----------------------------------- | ------------------- |
| 1990 (26:e) | Malin Ek               | Skyddsängeln                        | Livia Birkman       |
| 1991 (27:e) | Gunilla Röör           | Freud flyttar hemifrån...           | Freud               |
| 1991 (27:e) | Ghita Nørby            | Freud flyttar hemifrån...           | Rosha Cohen         |
| 1991 (27:e) | Gloria Tapia           | Agnes Cecilia - en sällsam historia | Nora                |
| 1992 (28:e) | Pernilla August        | Den goda viljan                     | Anna Bergman        |
| 1992 (28:e) | Helena Bergström       | Änglagård                           | Fanny Zander        |
| 1992 (28:e) | Tova Magnusson Norling | Svart Lucia                         | Mikaela             |
| 1993 (29:e) | Helena Bergström       | Pariserhjulet                       | Kickan              |
| 1993 (29:e) | Helena Bergström       | Sista dansen                        | Tove Särlefalk      |
| 1993 (29:e) | Basia Frydman          | Kådisbellan                         | Zipa Schütt         |
| 1993 (29:e) | Marika Lagercrantz     | Drömmen om Rita                     | Rita                |
| 1993 (29:e) | Marika Lagercrantz     | Morfars resa                        | Karin               |
| 1994 (30:e) | Suzanne Reuter         | Yrrol                               | Olika roller        |
| 1994 (30:e) | Angeles Cruz           | Pumans dotter                       | Aschlop Pérez Pérez |
| 1994 (30:e) | Viveka Seldahl         | Änglagård - andra sommaren          | Rut Flogfält        |
| 1995 (31:a) | Gunilla Röör           | Sommaren                            | Torun Hagberg       |
| 1995 (31:a) | Marika Lagercrantz     | Lust och fägring stor               | Viola               |
| 1995 (31:a) | Stina Ekblad           | Pensionat Oskar                     | Gunnel Runeberg     |
| 1996 (32:a) | Ghita Nørby            | Hamsun                              | Marie Hamsun        |
| 1996 (32:a) | Gunilla Nyroos         | Rusar i hans famn                   | Monica              |
| 1996 (32:a) | Lina Englund           | Vinterviken                         | Elisabeth           |
| 1997 (33:e) | Johanna Sällström      | Under ytan                          | Sandra              |
| 1997 (33:e) | Camilla Lundén         | Spring för livet                    | Catti               |
| 1997 (33:e) | Lena Endre             | Spring för livet                    | Ingrid              |
| 1998 (34:e) | Alexandra Dahlström    | Fucking Åmål                        | Elin                |
| 1998 (34:e) | Rebecka Liljeberg      | Fucking Åmål                        | Agnes               |
| 1998 (34:e) | Lena Endre             | Sanna ögonblick                     | Viivi               |
| 1998 (34:e) | Anna Wallander         | Hela härligheten                    | Vivianne            |
| 1999 (35:e) | Katarina Ewerlöf       | Tomten är far till alla barnen      | Sara                |
| 1999 (35:e) | Harriet Andersson      | Happy End                           | Marja Levander      |
| 1999 (35:e) | Regina Lund            | Sjön                                | Lisa                |

### 2000-talet
| År          | Skådespelerska           | Film                           | Roll                 |
| ----------- | ------------------------ | ------------------------------ | -------------------- |
| 2000 (36:e) | Lena Endre               | Trolösa                        | Marianne             |
| 2000 (36:e) | Sara Sommerfeld          | Vingar av glas                 | Nazli                |
| 2000 (36:e) | Lia Boysen               | Det nya landet                 | Louise               |
| 2001 (37:e) | Viveka Seldahl (postumt) | En sång för Martin             | Barbara              |
| 2001 (37:e) | Maria Lundqvist          | Familjehemligheter             | Mona Bendricks       |
| 2001 (37:e) | Helena Bergström         | Sprängaren                     | Annika Bengtzon      |
| 2002 (38:e) | Oksana Akinsjina         | Lilja 4-ever                   | Lilja                |
| 2002 (38:e) | Elisabet Carlsson        | Grabben i graven bredvid       | Desirée Wallin       |
| 2002 (38:e) | Tuva Novotny             | Den osynlige                   | Annelie              |
| 2003 (39:e) | Ann Petrén               | Om jag vänder mig om           | Anita                |
| 2003 (39:e) | Pernilla August          | Detaljer                       | Ann                  |
| 2003 (39:e) | Livia Millhagen          | Miffo                          | Carola Christiansson |
| 2004 (40:e) | Maria Kulle              | Fyra nyanser av brunt          | Anna                 |
| 2004 (40:e) | Frida Hallgren           | Så som i himmelen              | Lena                 |
| 2004 (40:e) | Sofia Helin              | Masjävlar                      | Mia                  |
| 2005 (41:a) | Maria Lundqvist          | Den bästa av mödrar            | Anna                 |
| 2005 (41:a) | Tuva Novotny             | Fyra veckor i juni             | Sandra               |
| 2005 (41:a) | Amanda Ooms              | Harrys döttrar                 | Ninni                |
| 2006 (42:a) | Haddy Jallow             | Säg att du älskar mig          | Fatou                |
| 2006 (42:a) | Oldoz Javidi             | När mörkret faller             | Leyla                |
| 2006 (42:a) | Amanda Ooms              | Sök                            | Lisa                 |
| 2007 (43:e) | Sofia Ledarp             | Den man älskar                 | Lena                 |
| 2007 (43:e) | Julia Högberg            | Den nya människan              | Gertrud              |
| 2007 (43:e) | Michelle Meadows         | Darling                        | Eva                  |
| 2008 (44:e) | Maria Heiskanen          | Maria Larssons eviga ögonblick | Maria Larssons       |
| 2008 (44:e) | Lena Endre               | Himlens hjärta                 | Susanna              |
| 2008 (44:e) | Cecilia Milocco          | De ofrivilliga                 | Cecilia              |
| 2009 (45:e) | Noomi Rapace             | Män som hatar kvinnor          | Lisbeth Salander     |
| 2009 (45:e) | Malin Crépin             | I skuggan av värmen            | Eva                  |
| 2009 (45:e) | Stina Ekblad             | Det enda rationella            | Maj Fjellgren        |

### 2010-talet
| År          | Skådespelerska       | Film                          | Roll              |
| ----------- | -------------------- | ----------------------------- | ----------------- |
| 2010 (46:e) | Alicia Vikander      | Till det som är vackert       | Katarina          |
| 2010 (46:e) | Pernilla August      | Miss Kicki                    | Kicki             |
| 2010 (46:e) | Noomi Rapace         | Svinalängorna                 | Leena             |
| 2011 (47:e) | Ann Petrén           | Happy End                     | Jonna             |
| 2011 (47:e) | Magdalena Poplawska  | Between 2 Fires               | Marta             |
| 2011 (47:e) | Helen Sjöholm        | Simon och ekarna              | Karin Larsson     |
| 2012 (48:e) | Nermina Lukac        | Äta sova dö                   | Raša              |
| 2012 (48:e) | Pernilla August      | Call Girl                     | Dagmar Glans      |
| 2012 (48:e) | Linda Molin          | Bitchkram                     | Kristin           |
| 2013 (49:e) | Edda Magnason        | Monica Z                      | Monica Zetterlund |
| 2013 (49:e) | Anna Odell           | Återträffen                   | Anna              |
| 2013 (49:e) | Gunilla Röör         | En gång om året               | Maria             |
| 2014 (50:e) | Saga Becker          | Nånting måste gå sönder       | Sebastian/Ellie   |
| 2014 (50:e) | Lisa Loven Kongsli   | Turist                        | Ebba              |
| 2014 (50:e) | Vera Vitali          | Min så kallade pappa          | Malin             |
| 2015 (51:a) | Malin Levanon        | Tjuvheder                     | Minna             |
| 2015 (51:a) | Félice Jankell       | Unga Sophie Bell              | Sophie            |
| 2015 (51:a) | Shima Niavarani      | She's Wild Again Tonight      | Shima             |
| 2016 (52:a) | Maria Sundbom        | Flickan, mamman och demonerna | Siri              |
| 2016 (52:a) | Karin Franz Körlof   | Den allvarsamma leken         | Lydia Stille      |
| 2016 (52:a) | Tuva Jagell          | Pojkarna                      | Kim               |
| 2016 (52:a) | Jessica Szoppe       | Sophelikoptern                | Enesa             |
| 2017 (53:e) | Lene Cecilia Sparrok | Sameblod                      | Elle Marja        |
| 2017 (53:e) | Evin Ahmad           | Dröm vidare                   | Mirja             |
| 2017 (53:e) | Jennie Silfverhjelm  | All Inclusive                 | Malin             |
| 2017 (53:e) | Mia Skäringer        | Solsidan                      | Anna Löfström     |
| 2018 (54:e) | Eva Melander         | Gräns                         | Tina              |
| 2018 (54:e) | Zahraa Aldoujaili    | Amatörer                      | Aida              |
| 2018 (54:e) | Alba August          | Unga Astrid                   | Astrid            |
| 2018 (54:e) | Leonore Ekstrand     | Toppen av ingenting           | Nojet             |
| 2019 (55:e) | Emelie Garbers       | Aniara                        | Mimaroben         |
| 2019 (55:e) | Pernilla August      | Britt-Marie var här           | Britt-Marie       |
| 2019 (55:e) | Vígdis Hentze Bjørck | Fågelfångarens son            | Johanna           |
| 2019 (55:e) | Sanna Sundqvist      | Ring mamma!                   | Niki              |

### 2020-talet
| År          | Skådespelerska         | Film                                          | Roll                  |
| ----------- | ---------------------- | --------------------------------------------- | --------------------- |
| 2020 (56:e) | Ane Dahl Torp          | Charter                                       | Alice                 |
| 2020 (56:e) | Josefin Neldén         | Psykos i Stockholm                            | Mamman                |
| 2020 (56:e) | Josefine Stofkoper     | Psykos i Stockholm                            | Dottern               |
| 2020 (56:e) | Irma von Platen        | Inland                                        | X                     |
| 2021 (57:e) | Sofia Kappel           | Pleasure                                      | Linnéa / Bella Cherry |
| 2021 (57:e) | Lisa Carlehed          | Utvandrarna                                   | Kristina              |
| 2021 (57:e) | Wendy Chinchilla Araya | Clara Sola                                    | Clara                 |
| 2021 (57:e) | Cecilia Milocco        | Knackningar                                   | Molly                 |
| 2022 (58:e) | Sigrid Johnson         | Comedy Queen                                  | Sasha                 |
| 2022 (58:e) | Bahar Pars             | Maya Nilo (Laura)                             | Nilo                  |
| 2022 (58:e) | Vera Vitali            | Länge leve bonusfamiljen                      | Lisa                  |
| 2022 (58:e) | Katia Winter           | Året jag slutade prestera och började onanera | Hanna                 |
| 2023 (59:e) | Marall Nasiri          | Motståndaren                                  | Maryam                |
| 2023 (59:e) | Karin Franz Körlof     | En dag kommer allt det här bli ditt           | Lisa                  |
| 2023 (59:e) | Lena Olin              | Andra akten                                   | Eva                   |
| 2023 (59:e) | Sanna Sundqvist        | Tack och förlåt                               | Sara                  |
| 2024 (60:e) | Bianca Kronlöf         | Så länge hjärtat slår                         | Hanne                 |
| 2024 (60:e) | Mzia Arabuli           | Passage                                       | Lia                   |
| 2024 (60:e) | Asta Kamma August      | Hypnosen                                      | Vera                  |
| 2024 (60:e) | Josefin Neldén         | Den svenska torpeden                          | Sally                 |

## Flerfaldiga vinnare och nominerade
Flest antal vinster har, i och med Guldbaggegalan 2025, Malin Ek, som vunnit tre gånger, medan Pernilla August har flest nomineringar med sina fem varav en resulterade i vinst.
| Skådespelare       | Antal vinster | Antal nomineringar |
| ------------------ | ------------- | ------------------ |
| Malin Ek           | 3             | 3                  |
| Gunilla Röör       | 2             | 3                  |
| Viveka Seldahl     | 2             | 3                  |
| Ann Petrén         | 2             | 2                  |
| Pernilla August    | 1             | 5                  |
| Lena Endre         | 1             | 4                  |
| Helena Bergström   | 1             | 3                  |
| Stina Ekblad       | 1             | 3                  |
| Gunilla Nyroos     | 1             | 3                  |
| Harriet Andersson  | 1             | 2                  |
| Maria Lundqvist    | 1             | 2                  |
| Ghita Nørby        | 1             | 2                  |
| Noomi Rapace       | 1             | 2                  |
| Karin Franz Körlof | 0             | 2                  |
| Marika Lagercrantz | 0             | 2                  |
| Cecilia Milocco    | 0             | 2                  |
| Josefin Neldén     | 0             | 2                  |
| Tuva Novotny       | 0             | 2                  |
| Amanda Ooms        | 0             | 2                  |
| Sanna Sundqvist    | 0             | 2                  |
| Vera Vitali        | 0             | 2                  |